# 리카르드 욤스호프

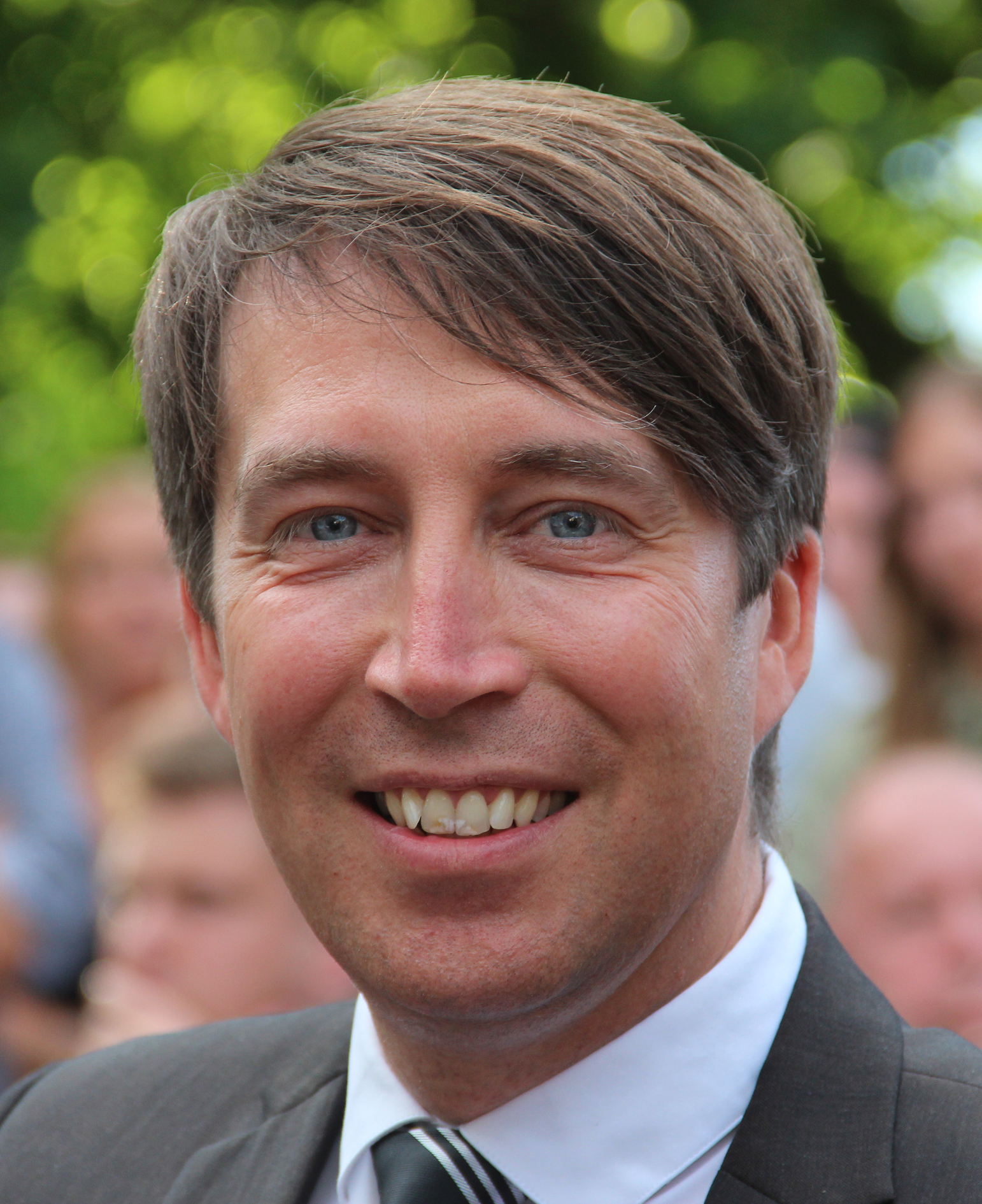

리카르드 욤스호프(스웨덴어: Richard Jomshof, 1969년 3월 17일 ~) 은 스웨덴의 정치인으로, 민족주의, 사회보수주의, 우익대중주의, 유럽회의주의 정당인 스웨덴 민주당(스웨덴어: Sverigedemokraterna, SD)의 원내대표이다.